# Meurtre au soleil
À ne pas confondre avec le film Meurtres au soleil réalisé par Antonio Isasi-Isasmendi.
Pour plus de détails, voir Fiche technique et Distribution.
Meurtre au soleil (Evil Under the Sun) est un film britannique réalisé par Guy Hamilton, sorti en 1982. Il est adapté du roman Les Vacances d'Hercule Poirot d'Agatha Christie, mettant en scène le célèbre détective belge Hercule Poirot.

## Synopsis
Le détective Hercule Poirot part en vacances dans un hôtel de luxe sur une île au large des côtes albanaises pour surveiller une célèbre actrice soupçonnée d'avoir volé un diamant. Mais l'actrice est retrouvée assassinée sur une plage de l'île. Poirot doit donc retrouver l'assassin et le diamant. Seul souci : tous les autres clients de l'hôtel avaient une raison de tuer cette actrice, mais ils ont tous aussi un alibi ; Poirot essaie de trouver lequel a réussi à se fabriquer un faux alibi.

## Fiche technique
- Titre français : Meurtre au soleil
- Titre original : Evil Under the Sun
- Réalisation : Guy Hamilton
- Scénario : Anthony Shaffer, d'après le roman Les Vacances d'Hercule Poirot d'Agatha Christie
- Musique : Cole Porter
- Photographie : Christopher Challis
- Montage : Richard Marden
- Production : John Brabourne & Richard Goodwin
- Sociétés de production : EMI Films, Titan Productions & Mersham Productions Ltd.
- Société de distribution : Associated Film Distribution
- Pays de production :  Royaume-Uni
- Langue : anglais, français, allemand
- Format : Couleur - Mono - 35 mm - 1.85:1
- Genre : Policier
- Durée : 112 minutes
- Dates de sortie : 
  - Royaume-Uni : 12 février 1982
  - États-Unis : 5 mars 1982
  - France : 21 avril 1982
- Affiches : Bill Gold (États-Unis), René Ferracci (France)

## Distribution
- Peter Ustinov (VF : lui-même) : Hercule Poirot
- Jane Birkin (VF : elle-même) : Christine Redfern
- Colin Blakely (VF : Yves Barsacq) : Sir Horace Blatt
- Nicholas Clay (VF : Jean Roche) : Patrick Redfern
- James Mason (VF : Roland Ménard) : Odell (Octave en VF) Gardener
- Roddy McDowall (VF : Jacques Ciron) : Rex Brewster
- Sylvia Miles (VF : Micheline Dax) : Myra (Myriam en VF) Gardener
- Denis Quilley (VF : Jacques Thébault) : Kenneth Marshall
- Diana Rigg (VF : Tania Torrens) : Arlena Marshall
- Maggie Smith (VF : Perrette Pradier) : Daphne Castle
- Emily Hone (VF : Béatrice Bruno) : Linda Marshall
- Richard Vernon : Flewitt
- John Alderson : Sergent de police
- Paul Antrim : Inspecteur de police
- Cyril Conway : Médecin de la police
- Barbara Hicks : Secrétaire de Flewitt
- Robert Dorning : Concierge
- Dimitri Andreas : Gino

Version française
- Direction artistique : Jacqueline Porel
- Adaptation des dialogues : Georges et Anne Dutter

## Autour du film
- C'est dans l'île espagnole de Majorque que le film a été tourné. Plus précisément à la Calo d'en Monjo[1], près de Cala Fornells à environ 1,5 km au sud-ouest de Peguera (en) (au moins pour les vues sur mer, et de plage). L'îlot Sa Dragonera (en face de Sant Elm) est visible (vue de La Trapa, située dans la Serra de Tramuntana). À noter que c'est l'une des principales différences avec le livre, dont l'action se passe au large des côtes anglaises.
- Au moment où Daphne Castle s'apprête à accueillir les vacanciers, on peut entendre un extrait musical, joué au piano, de la comédie Anything Goes, créée par Cole Porter. Ce même thème sera repris en mandarin par Kate Capshaw dans Indiana Jones et le Temple maudit.
- Lorsque, vers la fin du film, Hercule Poirot parcourt le registre de l'hôtel, les noms de Cole Porter et de Maurice Chevalier apparaissent clairement parmi les signatures.
- Dans la même séquence, une faute a été commise sur le registre : il est écrit Hercule Poriot et non Poirot.
- Après Mort sur le Nil (1978), Peter Ustinov reprend le rôle d'Hercule Poirot pour la deuxième fois. Il incarnera le détective belge dans un autre film ainsi que dans trois téléfilms.
- Quatre acteurs du film ont déjà participé à une enquête d'Hercule Poirot :
  - Colin Blakely et Denis Quilley dans Le Crime de l'Orient-Express (1974).
  - Jane Birkin et Maggie Smith dans Mort sur le Nil (1978).

## Distinction

### Nomination
- Edgar Allan Poe Awards
  - Meilleur film pour Anthony Shaffer